# Parafia Bożego Ciała i Najświętszej Maryi Panny Częstochowskiej w Wierzbicach
Parafia Bożego Ciała i Najświętszej Maryi Panny Częstochowskiej w Wierzbicach – znajduje się w dekanacie Sobótka w archidiecezji wrocławskiej. Erygowana w XIV wieku.
Obsługiwana przez księży archidiecezjalnych. Jej proboszczem do 12 kwietnia 2025  był  ks. Leszek Bajorski, od 2025 administratorem parafii jest ks. Marcin Kołodziej.  

## Parafialne księgi metrykalne
| Księgi metrykalne | Okres ewidencji |
| ----------------- | --------------- |
| chrztów           | 1945 -          |
| ślubów            | 1945 -          |
| zgonów            | 1945 -          |